# Rasmus Peetson
Rasmus Peetson (Pärnu, 3 de mayo de 1995) es un futbolista estonio que juega en la demarcación de centrocampista para el FCI Levadia Tallinn de la Meistriliiga.

## Selección nacional
Tras jugar en la selección de fútbol sub-21 de Estonia y en la sub-23, finalmente hizo su debut con la selección absoluta el 11 de enero de 2019 en un encuentro amistoso contra Finlandia que finalizó con un resultado de 2-1 a favor del combinado estonio tras los goles de Gert Kams y Henri Anier para Estonia, y de Rasmus Karjalainen para Finlandia.

## Clubes
| Club                     | País    | Año       | Partidos | Goles |
| ------------------------ | ------- | --------- | -------- | ----- |
| Pärnu Linnameeskond II   | Estonia | 2012      | 21       | 8     |
| Pärnu Linnameeskond      | Estonia | 2013-2014 | 46       | 16    |
| FC Levadia II Tallinn    | Estonia | 2014-2017 | 24       | 7     |
| FCI Levadia Tallinn      | Estonia | 2014-2017 | 33       | 6     |
| Pärnu JK Vaprus (cedido) | Estonia | 2017      | 27       | 1     |
| FC Levadia II Tallinn    | Estonia | 2018-2020 | 6        | 0     |
| FCI Levadia Tallinn      | Estonia | 2018-     | 173      | 23    |